# Aziz Nasirzadeh
Aziz Nasirzadeh (em persa: عزیز نصیرزاده  ; nascido em 1965) é um oficial militar iraniano e Ministro da Defesa do Irã desde agosto de 2024. Foi vice-chefe do Estado-Maior das Forças Armadas Iranianas de setembro de 2021 a 2024 e comandante da Força Aérea da República Islâmica do Irã (IRIAF) de agosto de 2018 a setembro de 2021. Veterano da Guerra Irã-Iraque, ele se formou como piloto certificado de F-14, mas nunca viu nenhum combate.
Após os ataques israelenses ao Irã em junho de 2025, vários meios de comunicação de oposição e estrangeiros alegaram que Nasirzadeh havia sido assassinado nos ataques contra a sede do Ministério da Defesa iraniano em Teerã. No entanto, o jornalista pró-governo Dara Nassari disse que "Amir Nasirzadeh está em plena saúde e continua a servir o honrado povo do Irão".

## Carreira militar
Nasirzadeh começou sua carreira militar como piloto de caça F-14 Tomcat no final da Guerra Irã-Iraque, embora nunca tenha participado de nenhum combate. Ao longo dos anos, ocupou cargos importantes na Força Aérea da República Islâmica do Irão, como chefe do Estado-Maior e comandante interino, antes da sua nomeação como comandante titular entre 2018 e 2021.
De setembro de 2021 a 2024, Nasirzadeh foi nomeado Vice-Chefe do Estado-Maior das Forças Armadas da República Islâmica do Irã. Em agosto de 2024, ele foi nomeado Ministro da Defesa do Irã.
Nasirzadeh está envolvido no planeamento de segurança a nível nacional, incluindo a presidência da Organização Nacional de Defesa Passiva do Irã, responsável pela salvaguarda das infra-estruturas civis, militares e nucleares críticas do Irã contra potenciais ataques dos Estados Unidos ou de Israel. Os seus compromissos internacionais em matéria de segurança incluem a cooperação em matéria de defesa com a Arménia e exercícios militares conjuntos com o Azerbaijão, destinados a contrariar a influência israelita, turca e ocidental no Cáucaso do Sul.
Após os ataques israelenses ao Irã em junho de 2025, diversos meios de comunicação de oposição e internacionais alegaram que Nasirzadeh havia sido assassinado durante os ataques contra a sede do Ministério da Defesa do Irã em Teerã. No entanto, o jornalista pró-governo Dara Nassari disse que "Amir Nasirzadeh encontra-se em boa saúde e continua a servir a honra povo iraniano".